# Куфеск
| 1 | 2 |
| Образцы псевдоарабской символики, на левой картине изображены фрагменты картины «Алтарь Барбадори» итальянского художника Филиппо Липпи, 1438 год. На второй картинке сверху изображены фрагменты нимба портрета Людовика Тулузского венецианского художника Якопо Беллини, 1450 год. На картинке снизу изображён нимб Богоматери венецианского художника Якопо Беллини, 1440 год. |   |

Куфеск, также псевдокуфия, псевдокуфические надписи и псевдоарабское письмо — элемент украшения картин и фресок, а также изделий из керамики, стекла и тканей, использовавшийся в искусстве стран Западной Европы в эпоху Средневековья и Ренессанса. Представляет собой имитацию арабского куфического шрифта, или иногда арабского курсивного письма вне смыслового контекста. Причин использования псевдокуфии было несколько. В эпоху Средневековья подражание арабской культуре как передовой в научных достижениях считалось престижным среди христианской знати южной Европы. В эпоху Возрождения псевдокуфия использовалась в религиозных мотивах, так как европейцы той эпохи не различали современную арабскую и еврейскую культуру эпохи Нового Завета.
Европейцы видели, что арабы использовали в своём исламском архитектурном убранстве арабскую вязь, но европейцы не понимали их смысла и воспринимали их просто как элемент украшения, набор символов с характерными прямыми и угловатыми линиями. Псевдокуфика особенно часто появляется в искусстве эпохи Возрождения в изображениях людей со Святой Земли, особенно Девы Марии. Это характерный пример влияния ислама на западное искусство.

## Ранние примеры

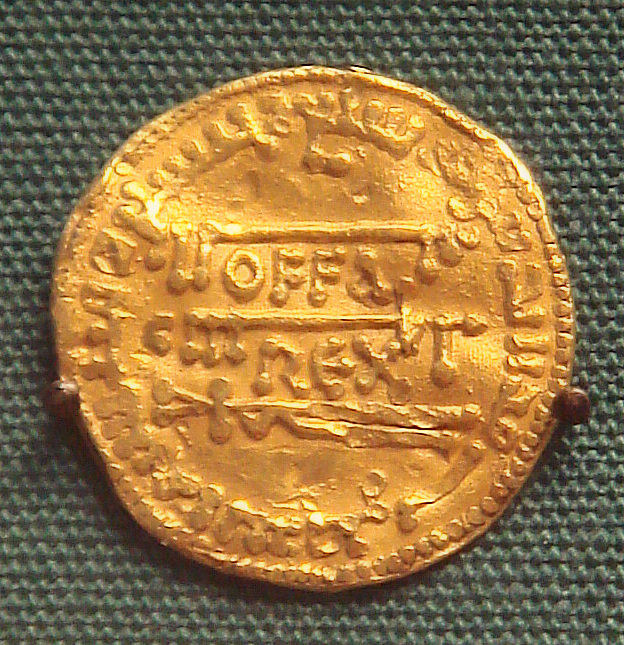
Манку или золотой динар английского короля Оффы (757—796), копия динаров Аббасидского Халифата (774). На ней изображена надпись на латыни Offa Rex («Король Оффа»). Надпись украшают символы, которые являются перевёрнутой фразой на арабском محمد رسـول الـــله (Мухаммед — Посланник Бога).
Аббасидский динар для сравнения:

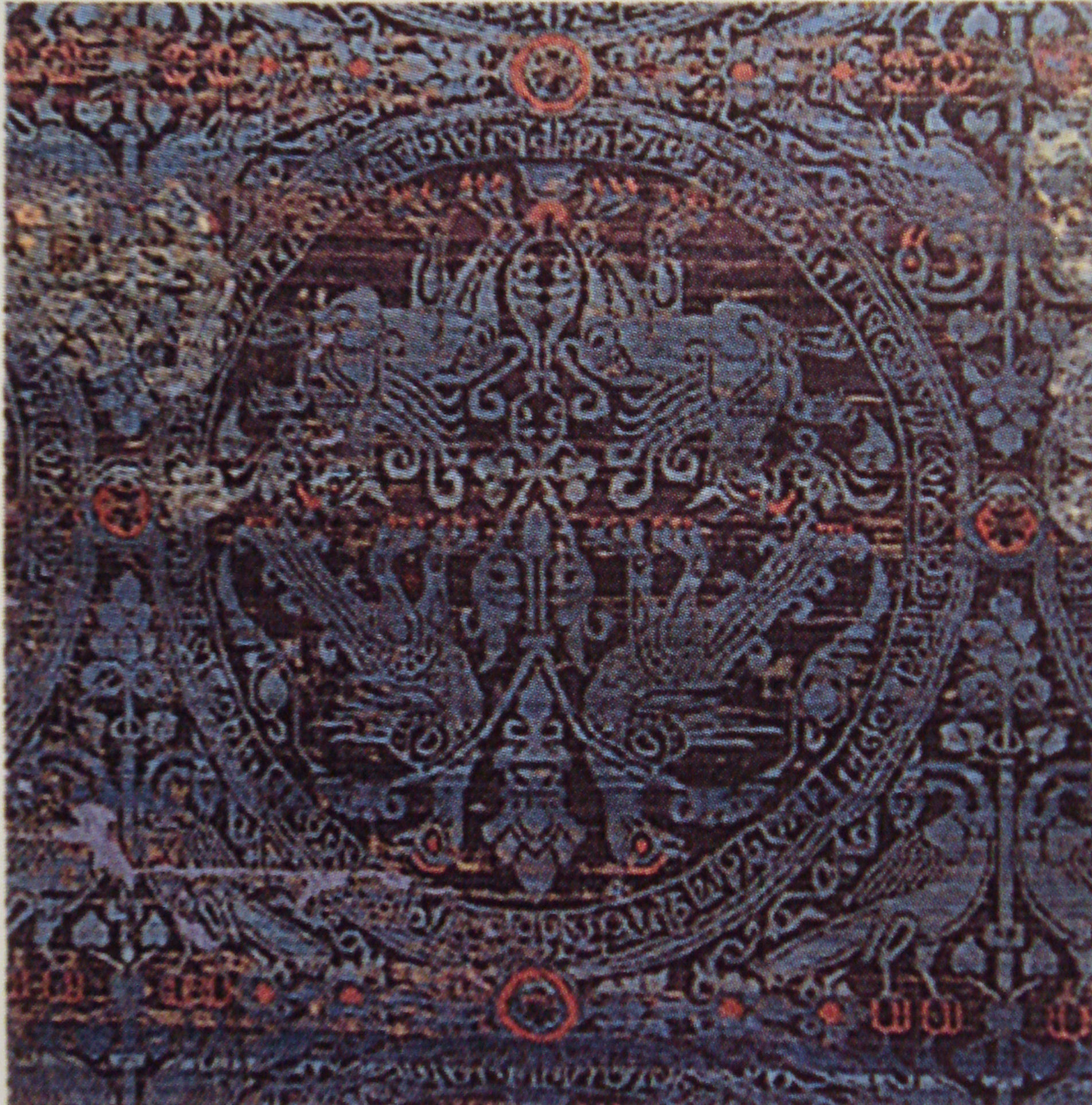
Псевдокуфическая письменность на византийской плащанице Святого Потенциана, XII век.

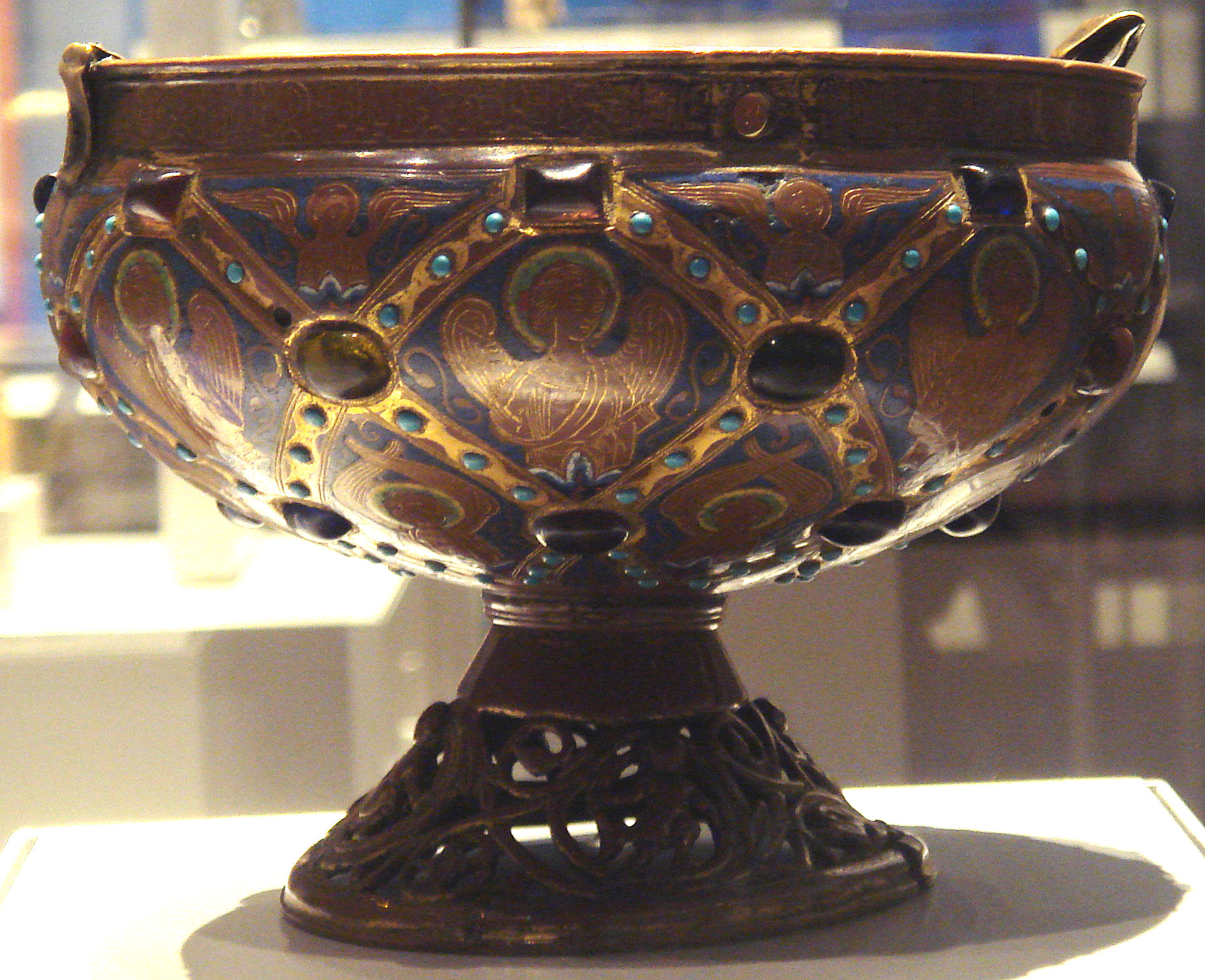
Французская лиможская эмалевая цибория с ободком, выгравированным арабской вязью и вдохновленным арабскими ромбовидными узорами, Лимож, Франция, 1215-30. Британский музей

Первые образцы имитации арабской вязи появились в VIII веке, когда по приказу английского короля Оффы (757—796) были изготовлены золотые монеты, имитирующие исламские динары. Эти монеты были копиями динара Аббасидского халифата, выпущенного в 774 году халифом Аль-Мансуром, с разницей в том, что по центру оборотной стороны монеты также была выгравирована фраза на латыни «Offa Rex». Понятно, что монетчик не понимал арабский язык, так как арабская вязь содержала множество ошибок. Данная монета, возможно, была отчеканена, чтобы торговать с исламской Испанией или создана специально, чтобы ежегодно оплачивать обещанные Риму 365 золотых монет.
В средневековой южной Италии (в торговых городах, таких как Амальфи и Салерно) с середины X века подделка арабских монет называлась тари и была широко распространена, но на данных монетах чеканились только неразборчивые псевдокуфические символы.
Государства Пиренейского полуострова особенно выделялась тем, что в своей архитектуре и интерьера они в изобилии использовали псевдоарабские узоры, так как, находясь в соседстве с исламскими государствами, явно испытывали на себе влияние арабской культуры. Интерьеры храма Иглесия-де-Сан-Роман (освящён в 1221 году) в Толедо включали в себя как настоящие латинские, так и псевдоарабские (то есть не куфические) надписи и декоративные элементы. Павшие от рук христиан исламские государства полуострова оставили после себя ряд архитектурных шедевров (Севильский Алькасар, Альгамбра и др.), оказавших в дальнейшем также сильное культурное влияние на государства Пиренейского полуострова, которые подражали арабской архитектуре при создании новых крепостей и храмов, например собора Севильи, построенного в 1506 году, чьи стены и двери изобильно украшены псевдоарабской символикой. Подражание арабской культуре также отражало социальные реалии Пиренейского полуострова, где на тот момент обитало множество христианизированных арабов. Местная христианская аристократия считала арабскую культуру престижной.

Яркий пример декоративного предмета, созданного с элементами псевдокуфики и вдохновлённого арабскими орнаментами, — 13-я французская лиможская эмалевая цибория, выставленная ныне в Британском музее. Псевдокуфика как элемент декорации в изобилии применялась во французском городе Лиможе и в регионе Аквитания на юге Франции. 

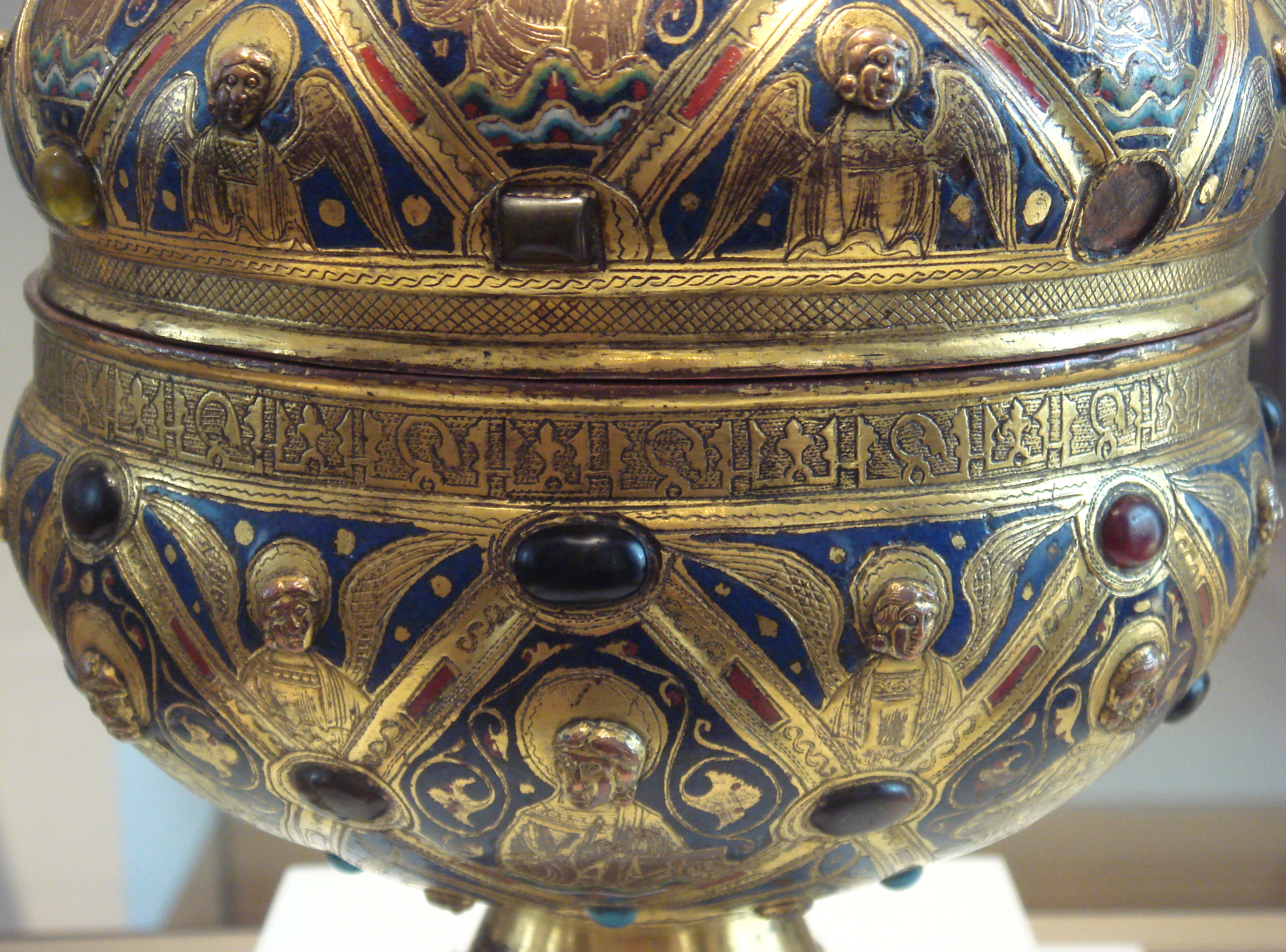
Псевдоарабская вязь на Лиможской эмалевой дароносице, 1200 год. Лувр
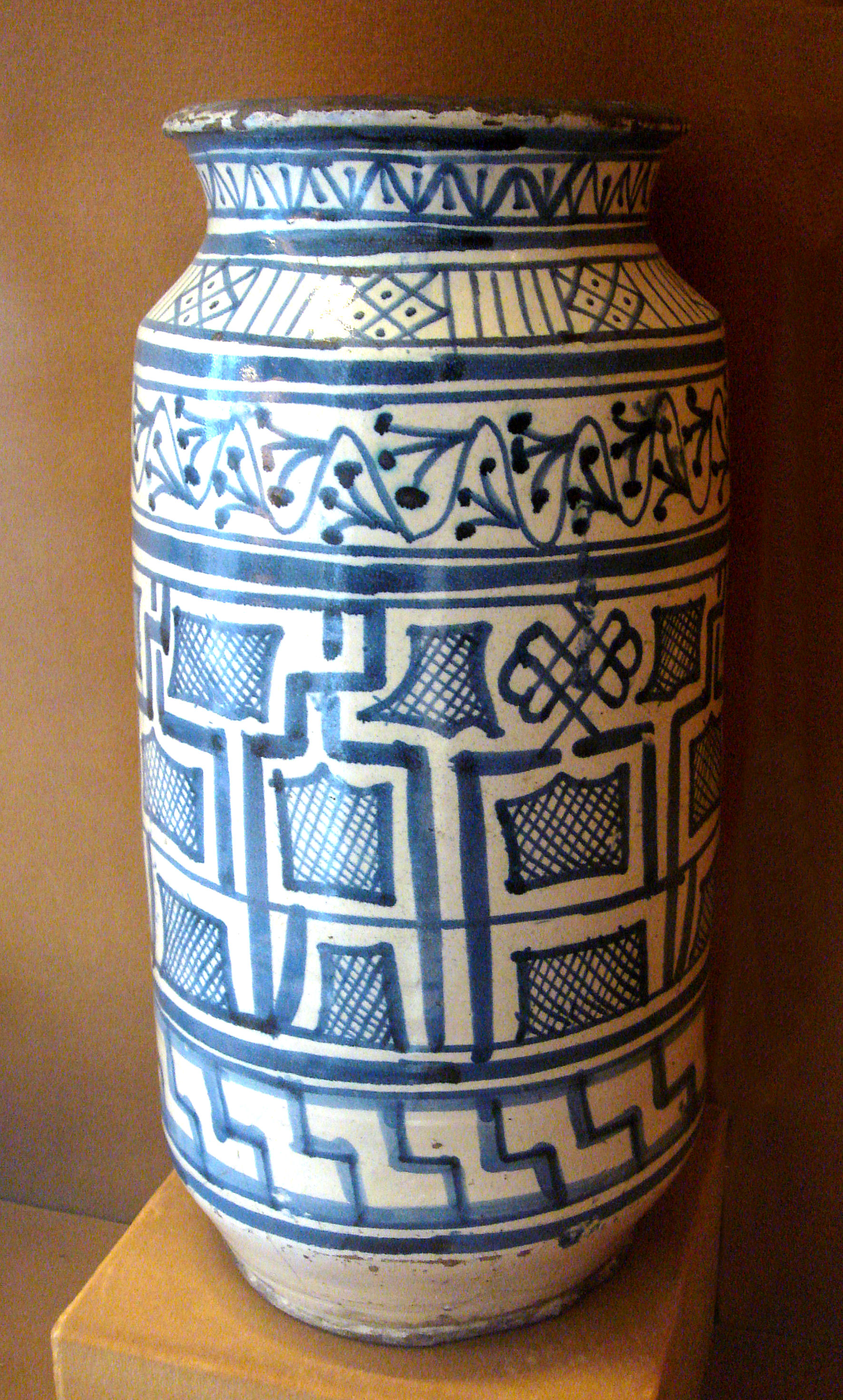
Сине-белый фаянсовый альбарелло с узорами, вдохновлёнными арабской вязью, Тоскана, вторая половина XVI века
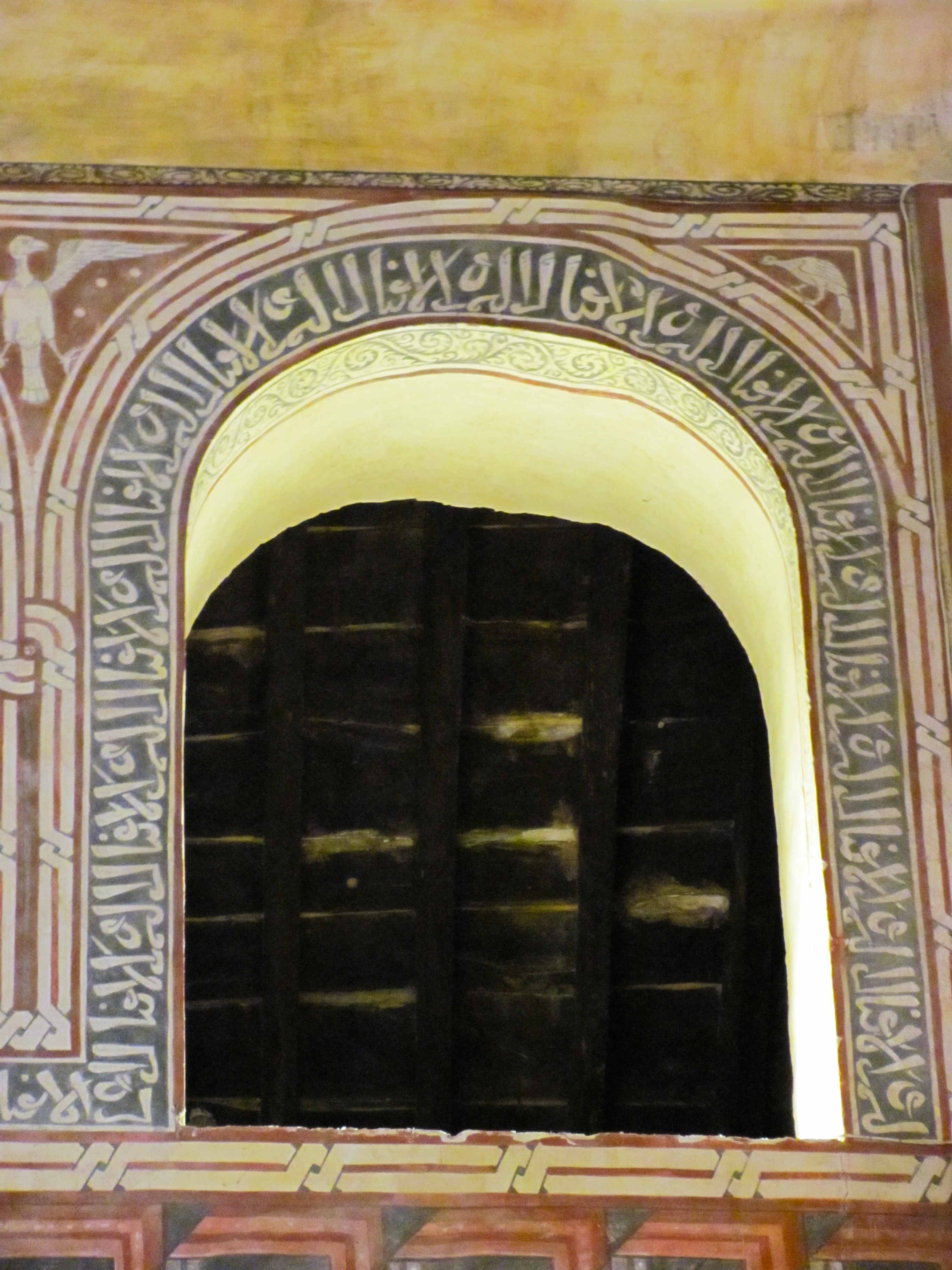
Псевдоарабскиe символы, украшающие внутреннее окно церкви Сан-Роман, Толедо, Испания (1221 год)
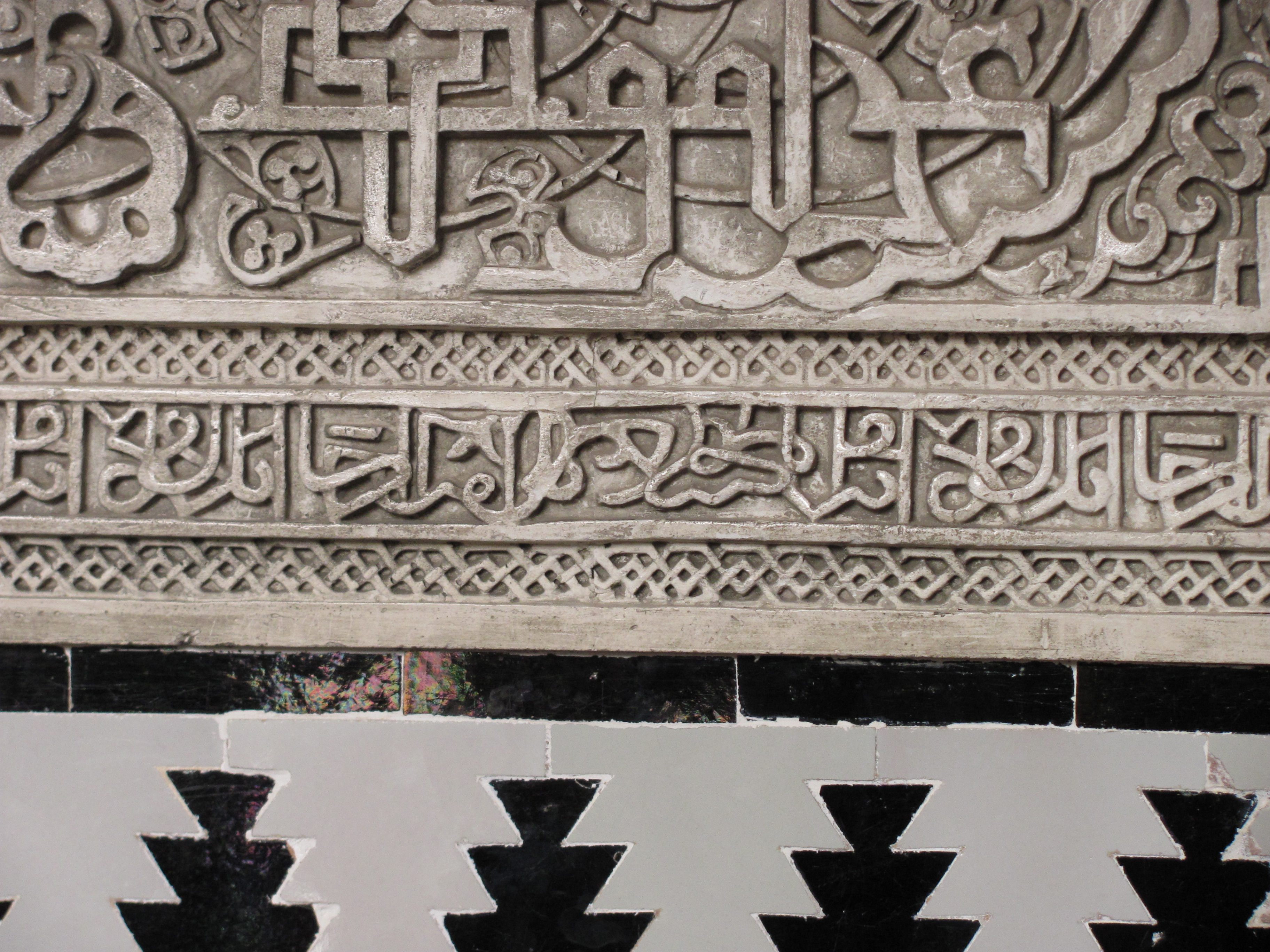
Художественное оформление стены в Севильском Алькасаре (приблизительно 1350 год) с применением псевдоарабских символов. Архитекторы стремились подражать художественному оформлению Альгамбры
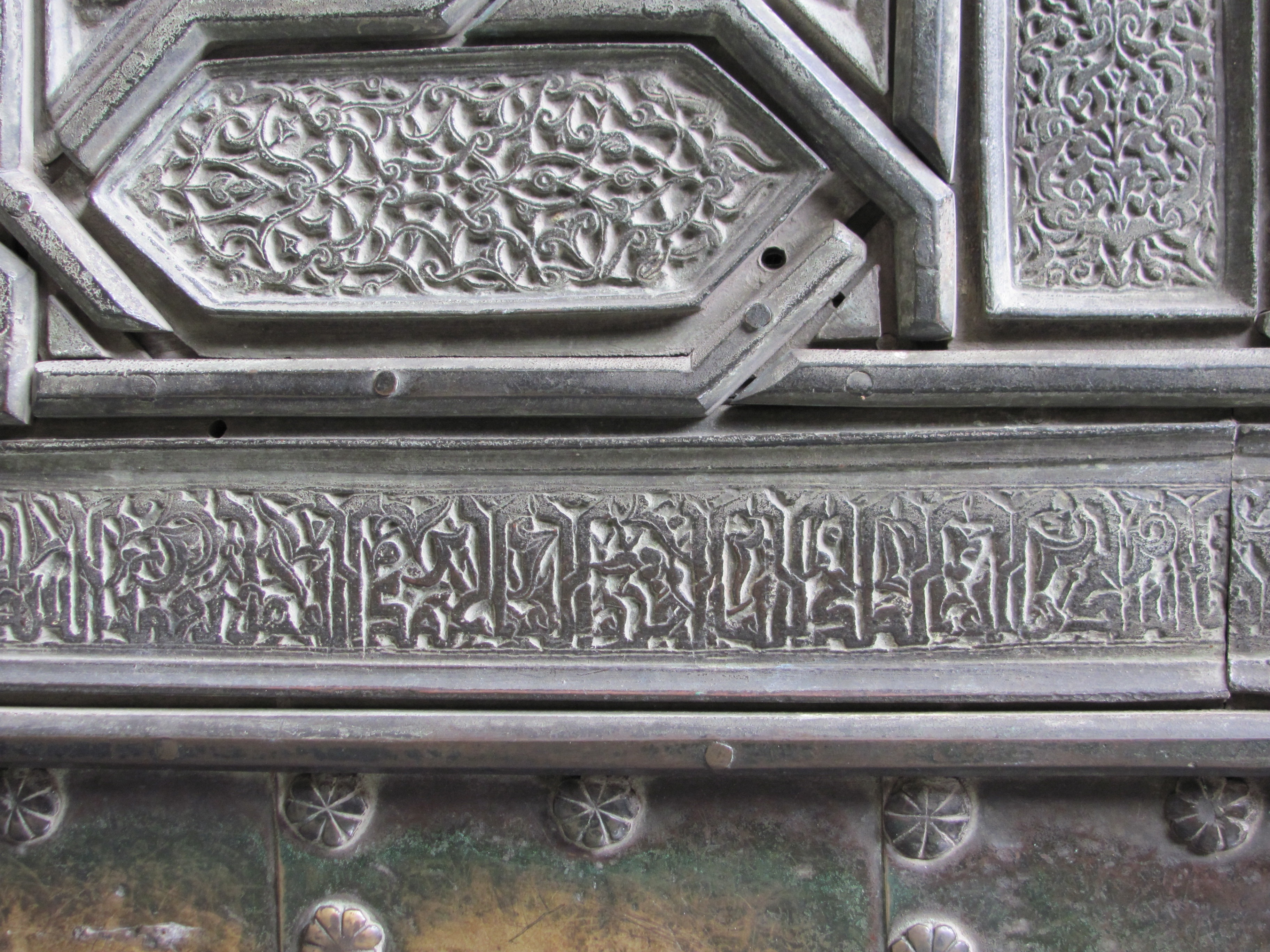
Часть металлической облицовки главной двери Севильского кафедрального собора (1500 год), на которой присутствуют элементы как арабского, так и псевдоарабского дизайна

## Ренессансная живопись

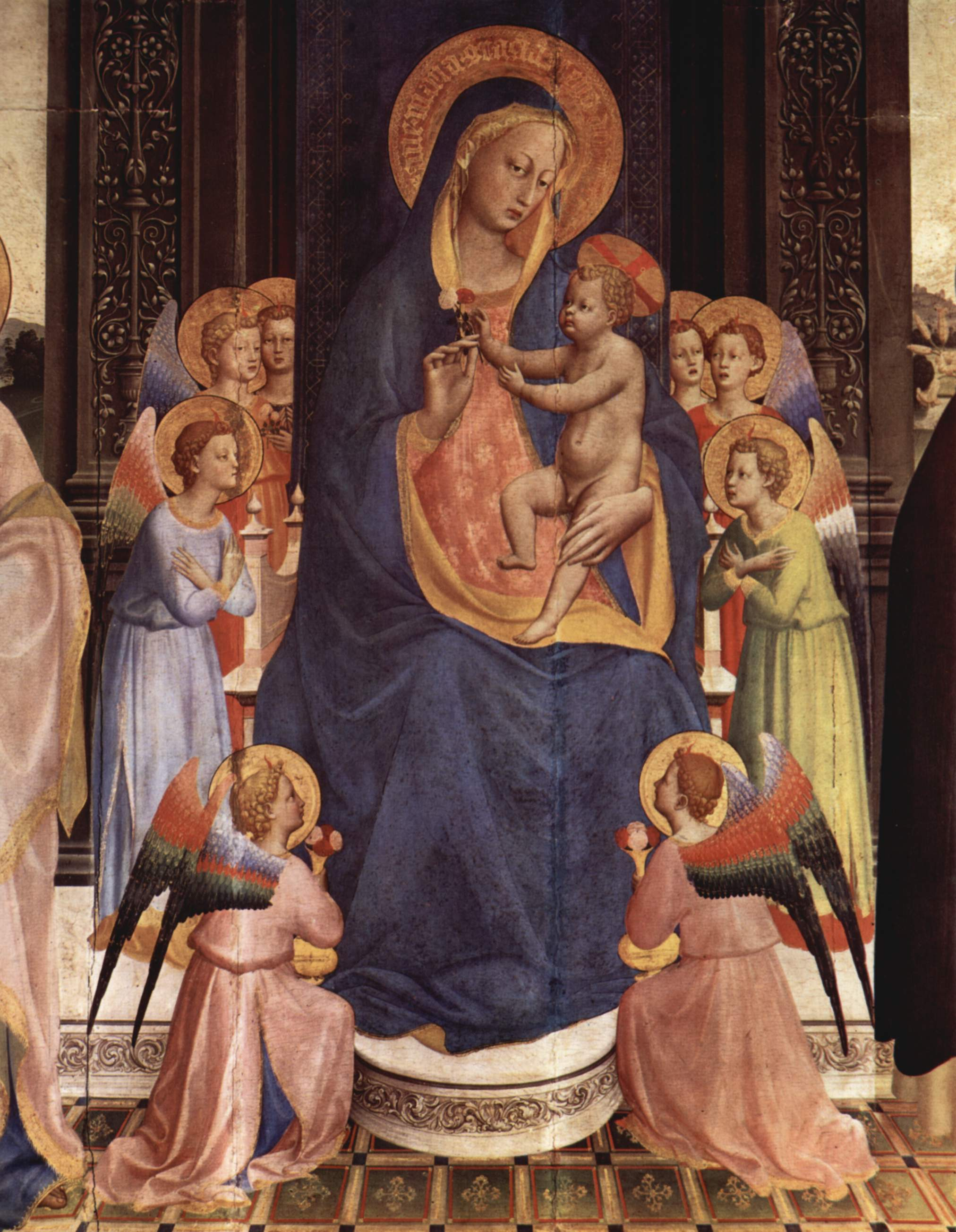
Фра Анджелико (1428—1430). Богоматерь с «псевдоарабским» нимбом

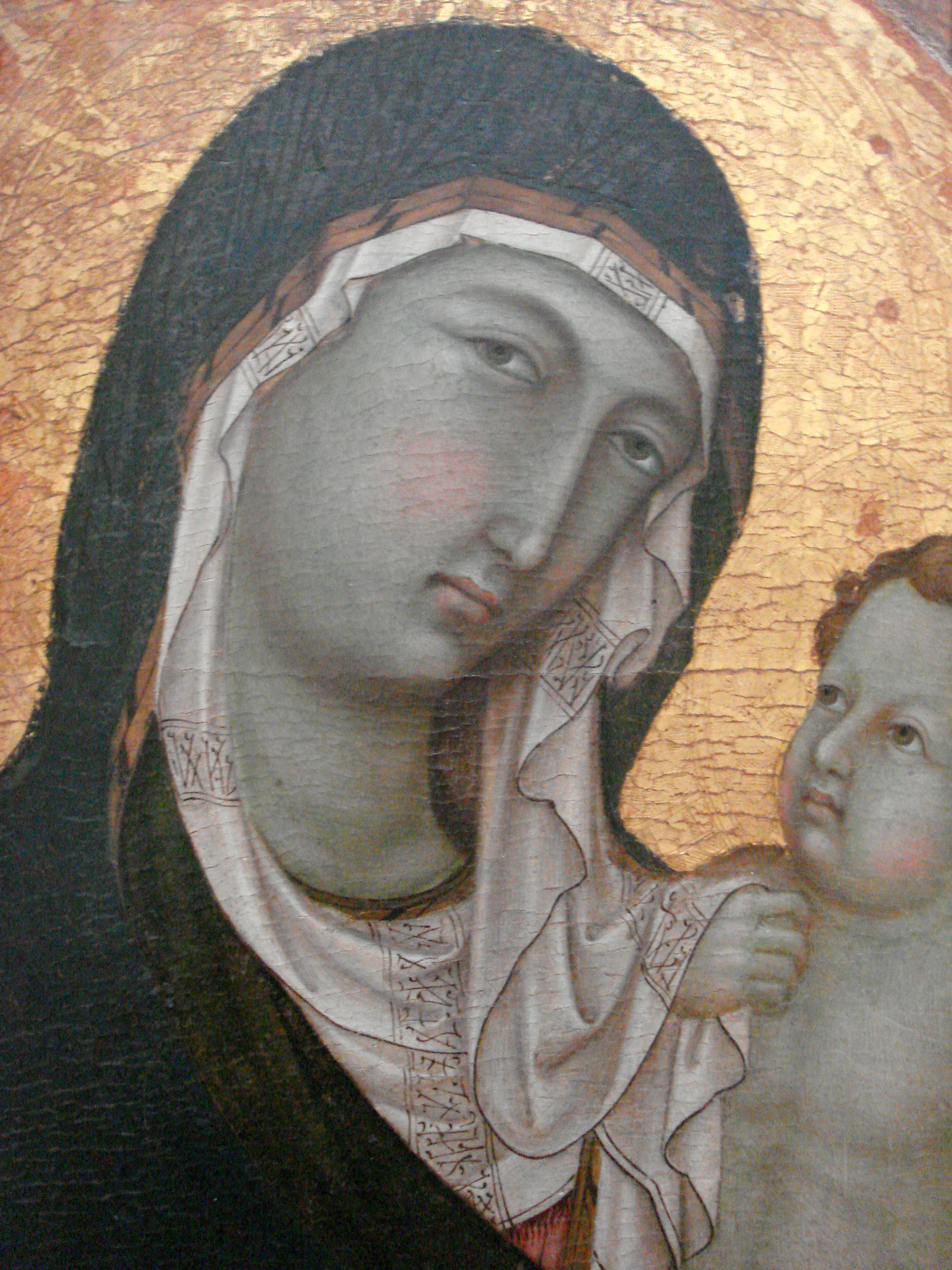
Псевдокуфические мотивы на вуали Богородицы, Уголино ди Нерио, 1315—1320

Расцвет моды на псевдокуфику пришёлся на период с X по XVI века. Псевдокуфические надписи часто использовались в качестве декоративных линий в архитектуре византийской Греции с середины XI до середины XII века, на декоративной тесьме вокруг библейских и религиозных сцен во французских и немецких настенных росписях с XII по XIII века. Псевдокуфика также использовалась в качестве письма или декоративных элементов в текстиле, нимбах или рамах. Многие из них видны на картинах Джотто ди Бондоне (1267—1337).
В период с 1300 по 1600 год имитация арабской вязи опирается в большей степени на курсивный стиль, а не куфический, и к ней применяется понятие «псевдоарабский» стиль. Традиция украшать позолоченные нимбы псевдокуфикой исчезла к 1350 году, но возродилась около 1420 года благодаря работе таких художников, как Джентиле да Фабриано, который, вероятно, вдохновлялся культурой Флоренции, или Мазаччо, которого в свою очередь вдохновляли работы Джентиле, хотя его собственная псевдокуфика была «неровной и неуклюжей». Влияние оказали и такие художники, как Джованни Тоскани или Фра Анджелико, создававшие картины в более готическом стиле.
Примерно с 1450 года художники из Северной Италии также начали использовать псевдоарабские декоративные элементы и узоры в своих картинах. Впервые данную моду заложил Франческо Скварчоне в 1455 году, и вскоре за ним последовал его главный ученик Андреа Мантенья. На триптихе Сан-Дзено (1456—1459) Мантенья изобразил псевдоарабский шрифт в нимбах и отворотах одеяний (см. фрагмент), мамлюкский переплёт у книги в руках святого Зенона (см. фрагмент), а также турецкий ковёр под ногами Девы Марии (см. фрагмент).
Точная причина включения псевдокуфики или псевдоарабской символики в живопись западно-европейского Средневековья или раннего Ренессанса неясна. Предположительно, европейцы той эпохи связывали письменность Ближнего Востока XIII и XIV веков с библейской письменностью эпохи Христа и считали естественным сопровождать ею изображения ранних христиан, не замечая разницы между современной им арабской культурой и еврейской эпохой Нового Завета. В искусстве эпохи Возрождения псевдокуфика часто использовалась для украшения костюмов героев Ветхого Завета, таких как, например, иудейский царь Давид. Другая причина может заключаться в том, что художники хотели выразить культурную универсальность христианской веры, смешивая различные письменные языки того времени, когда церковь намеревалась распространить своё влияние на весь мир.
Иногда на картинах изображали псевдоиврит, как, например, в мозаике «Обрезание» художника Марко Марциале, где используются символы, подражающие ивриту. Это было особенно распространено в немецких работах.
Псевдоарабские элементы практически исчезли в европейском искусстве второго десятилетия XVI века. Примерно в это же время европейцы начали рассматривать раннехристианскую эпоху в античном, римском контексте.

## Галерея

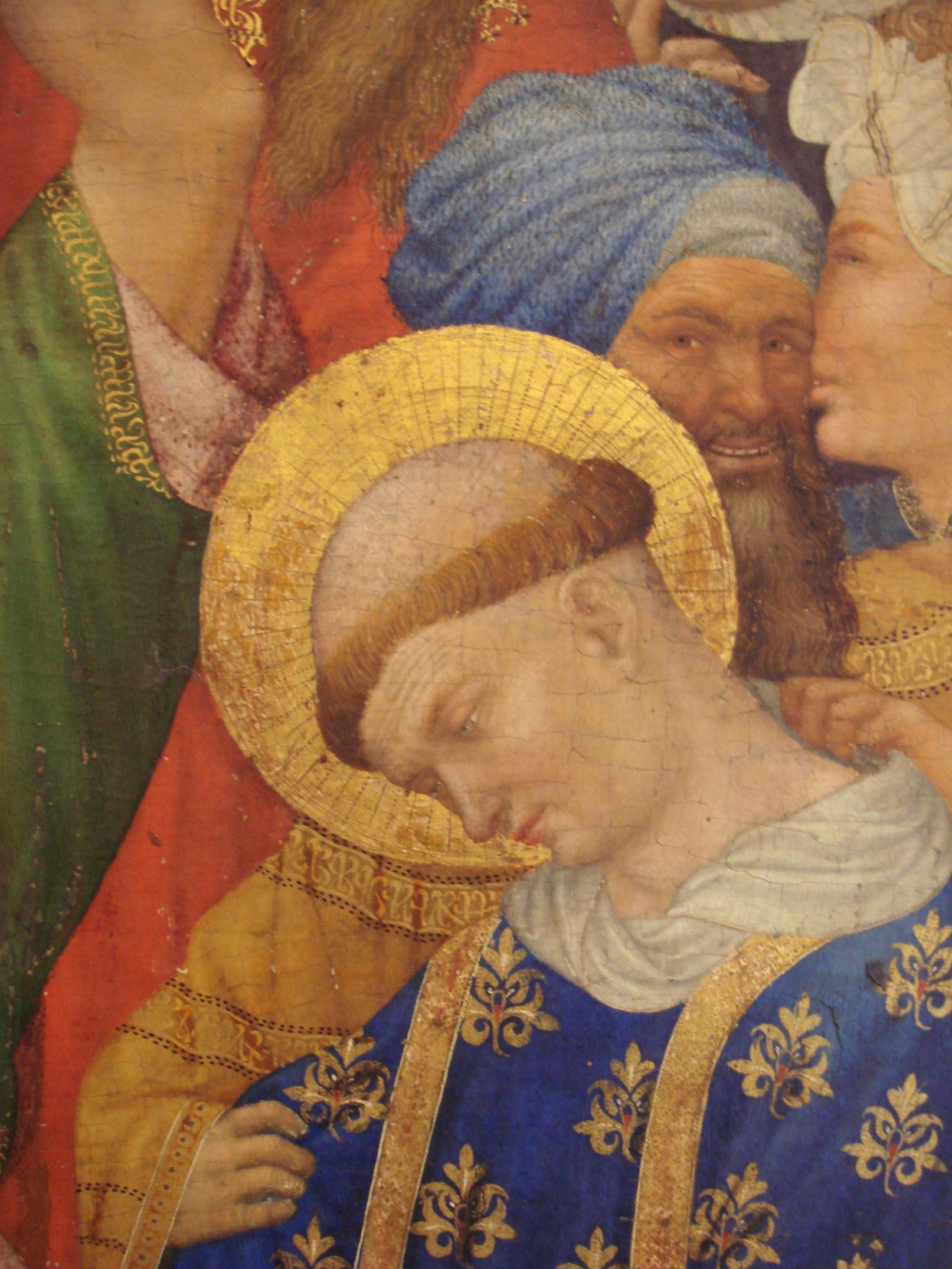
Псевдокуфика на одежде святого. Анри Бельшоз, «Le Retable de Saint Denis», 1415–1416
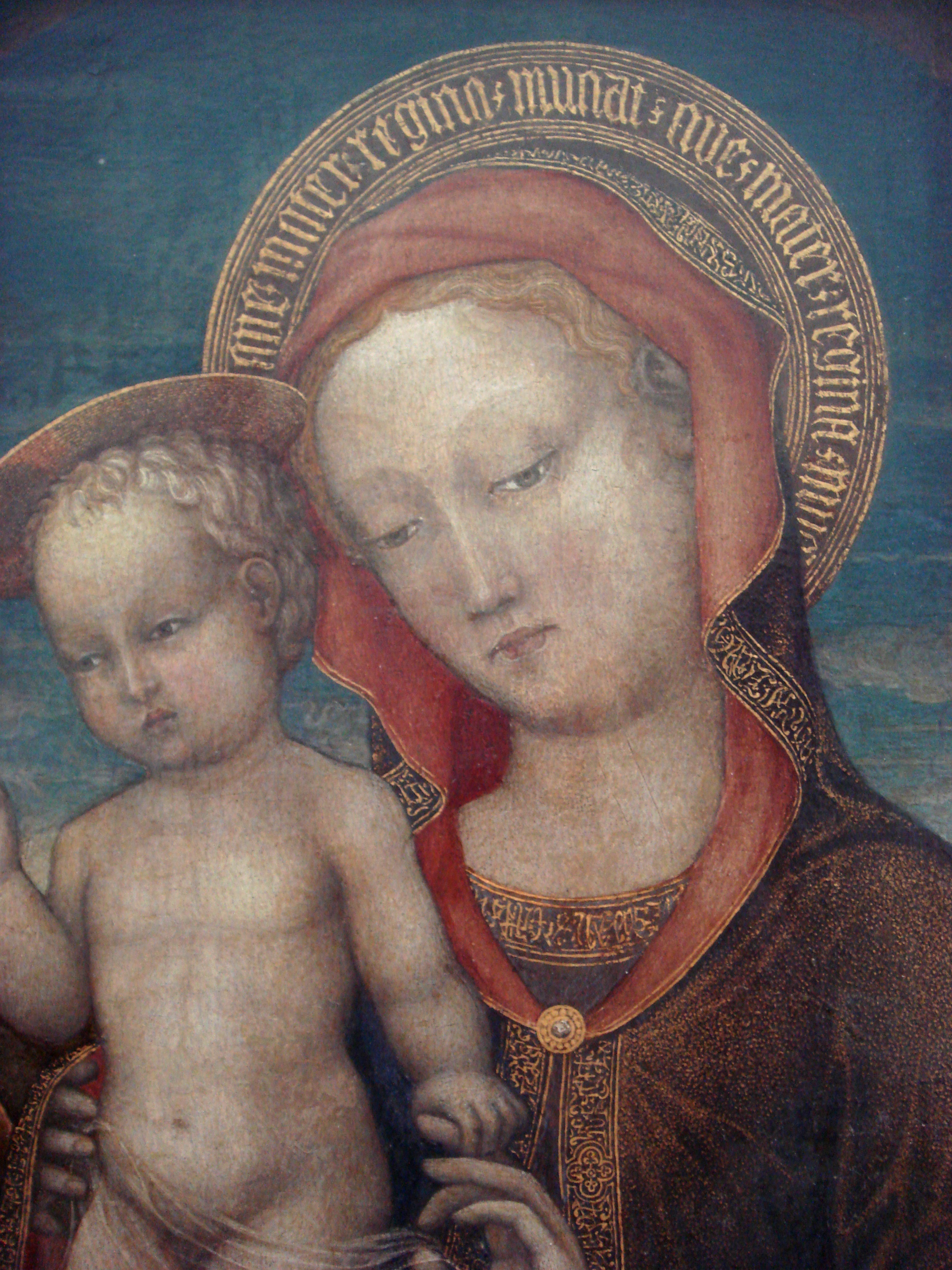
Богоматерь. Якопо Беллини, 1440 год. Её воротник украшен псевдокуфикой, а нимб — латинскими надписями. Лувр
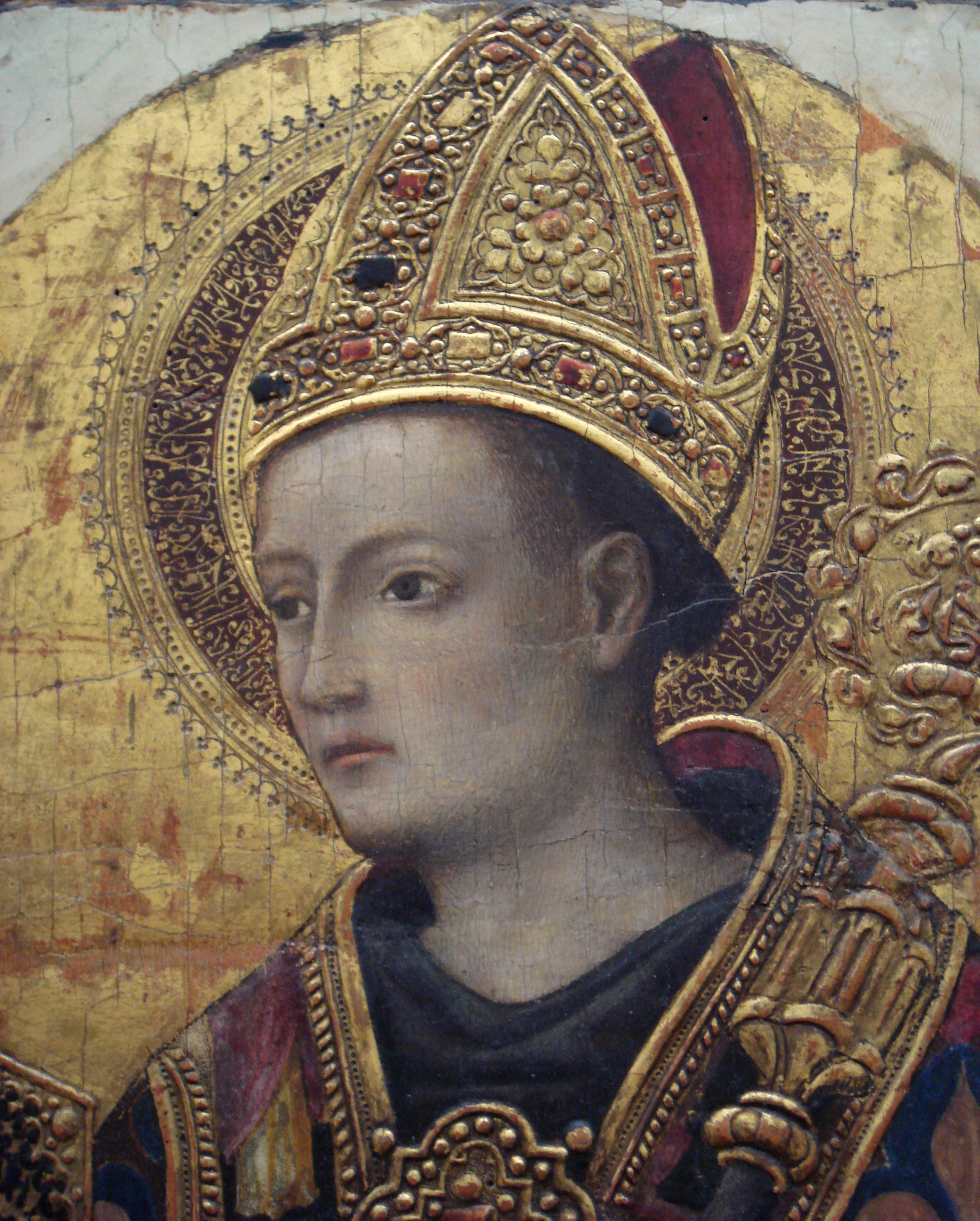
Псевдокуфический нимб у Людовика Тулузского. Антонио Виварини, 1450 год. Лувр
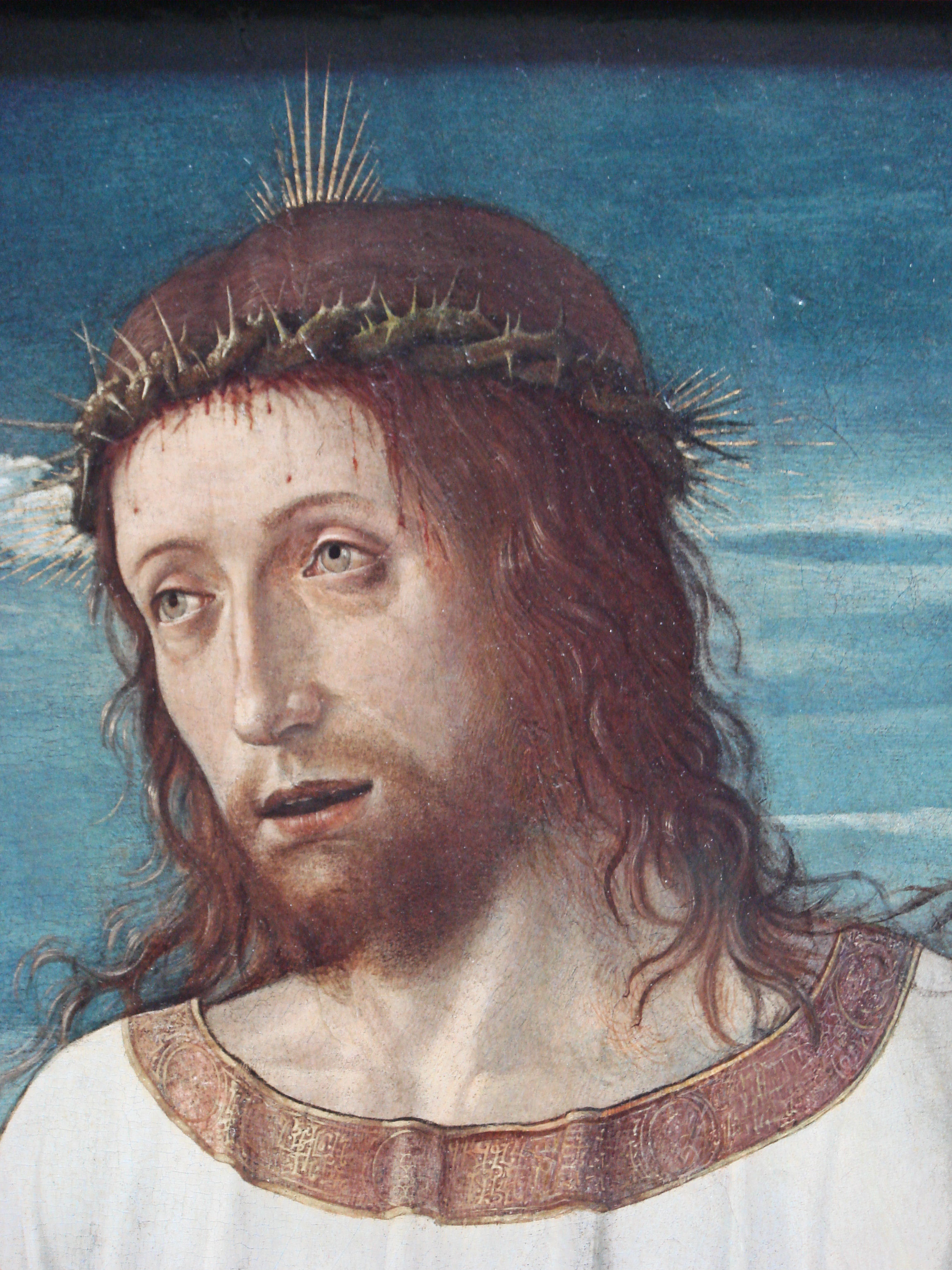
Иисус Христос. На картине виден воротник с псевдокуфикой. Джованни Беллини, 1465–1470. Лувр
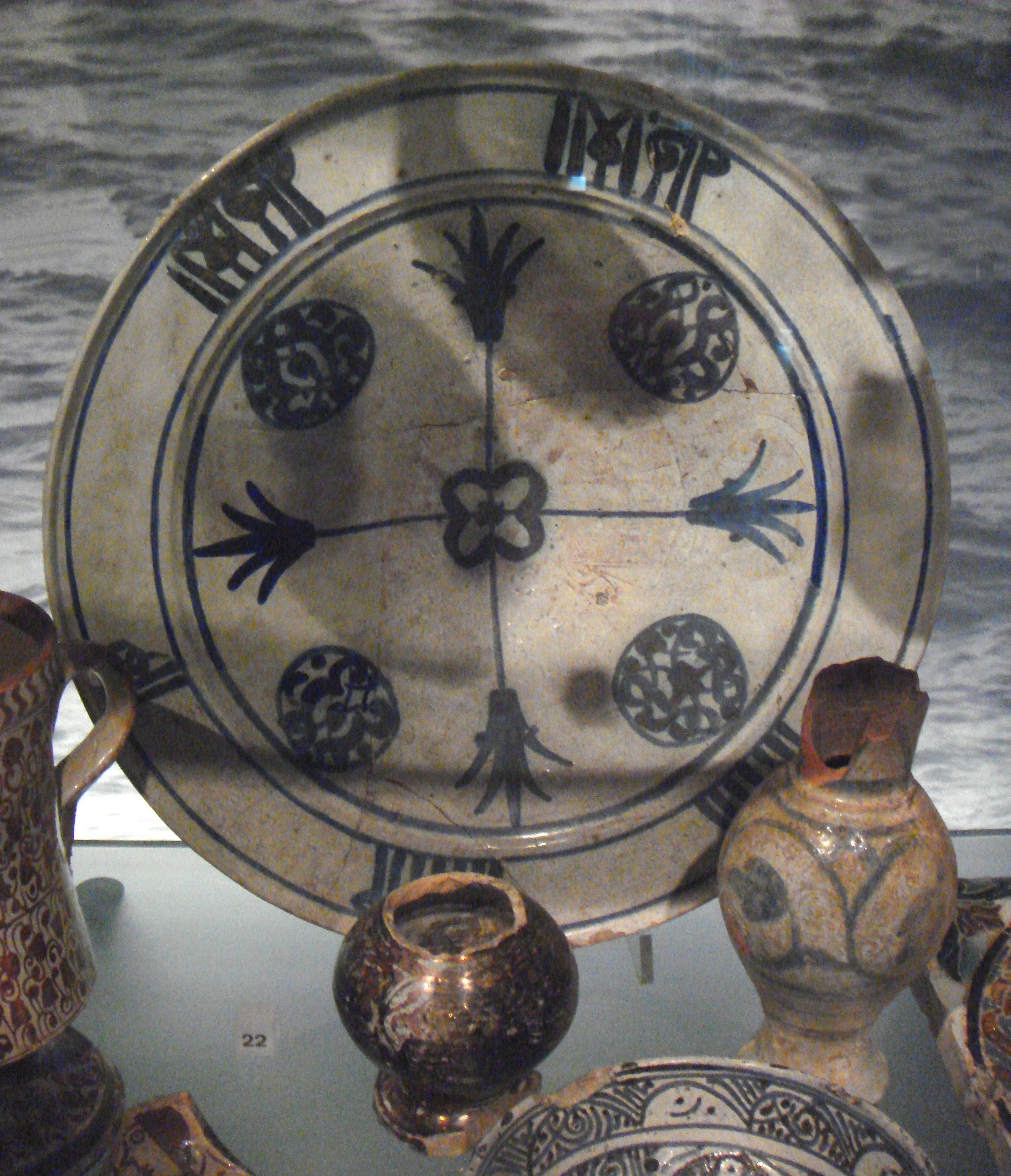
Андалузское блюдо начала XVI века с псевдоарабским шрифтом по краям. Лондонский музей
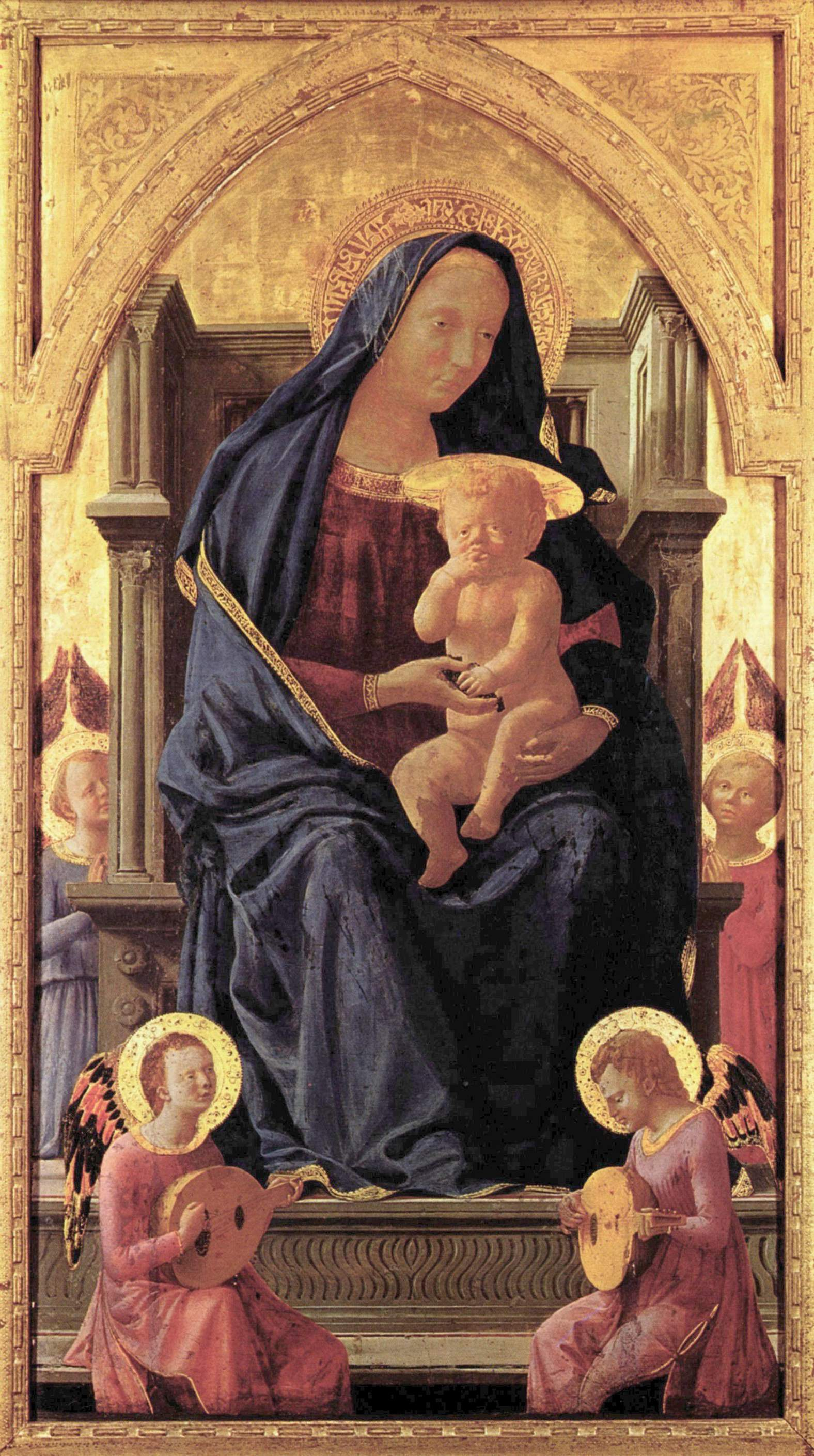
Дева Мария с «псевдоарабским» нимбом. Мазаччо, 1426 год
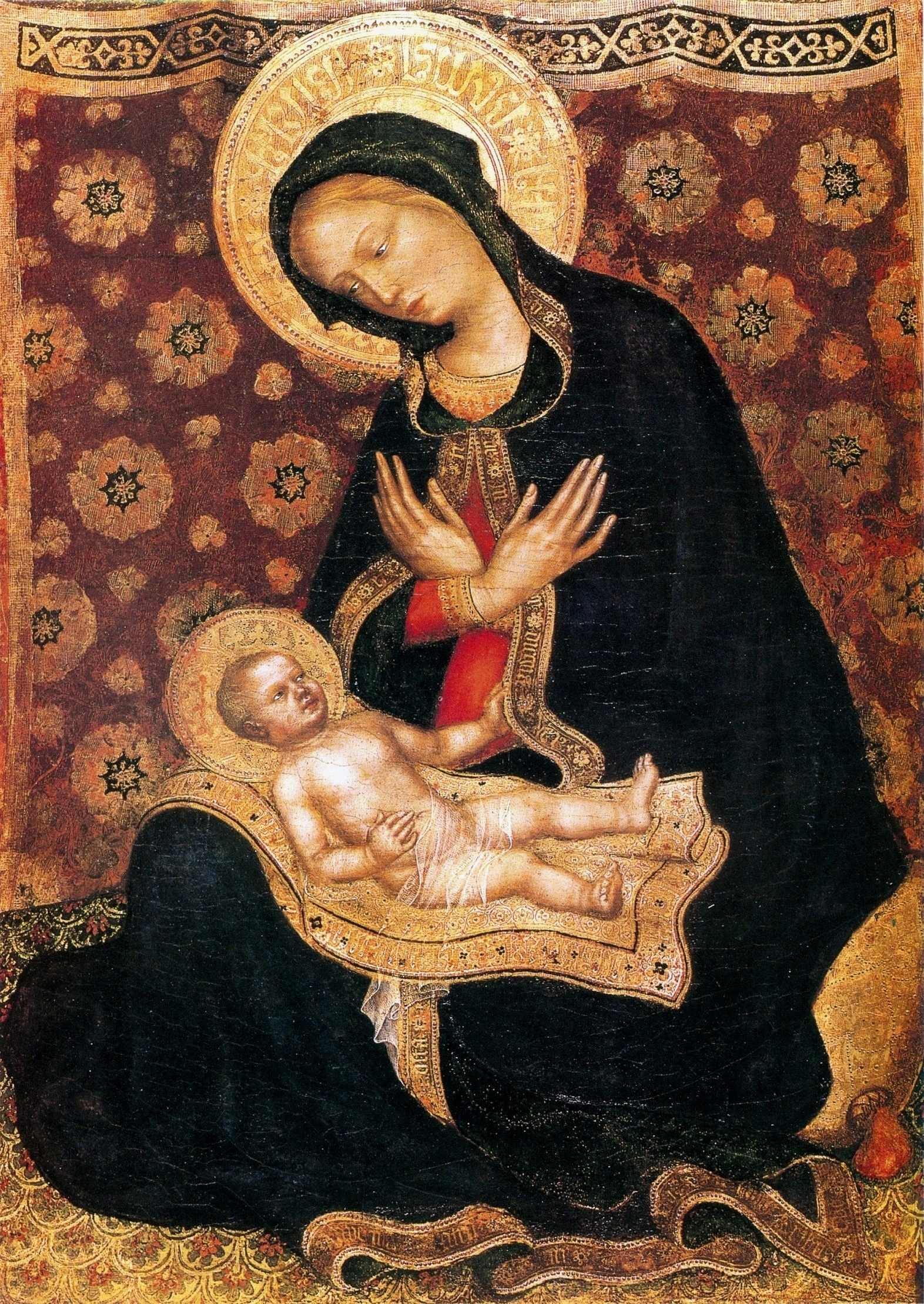
Псевдоарабская вязь на одеяле Христа Младенца. Джентиле да Фабриано
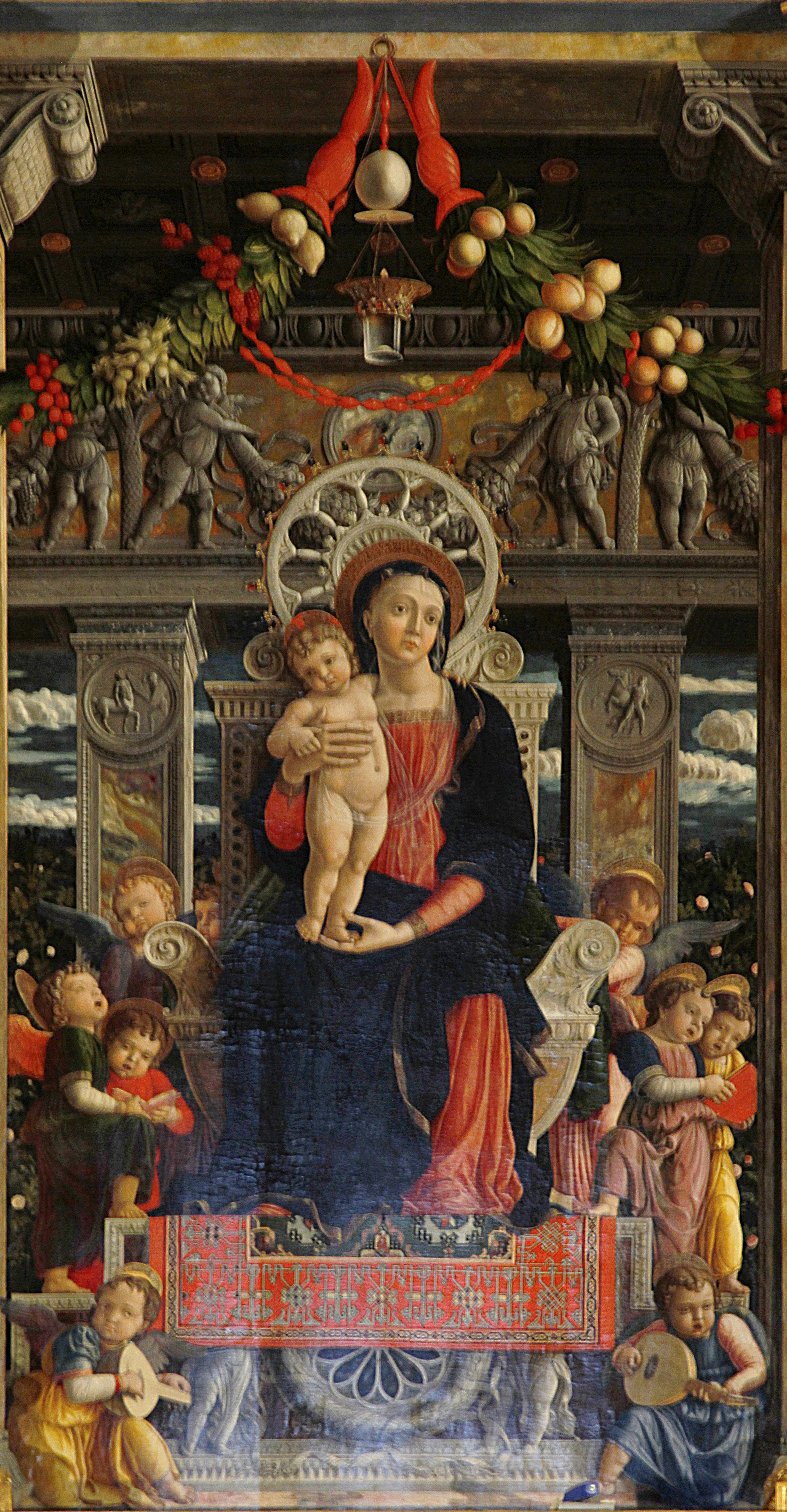
Дева Мария на алтаре Сан-Дзено. Андреа Мантенья. На картине присутствуют псевдоарабские нимбы и отвороты одежды, а также турецкий ковёр. 1456–1459
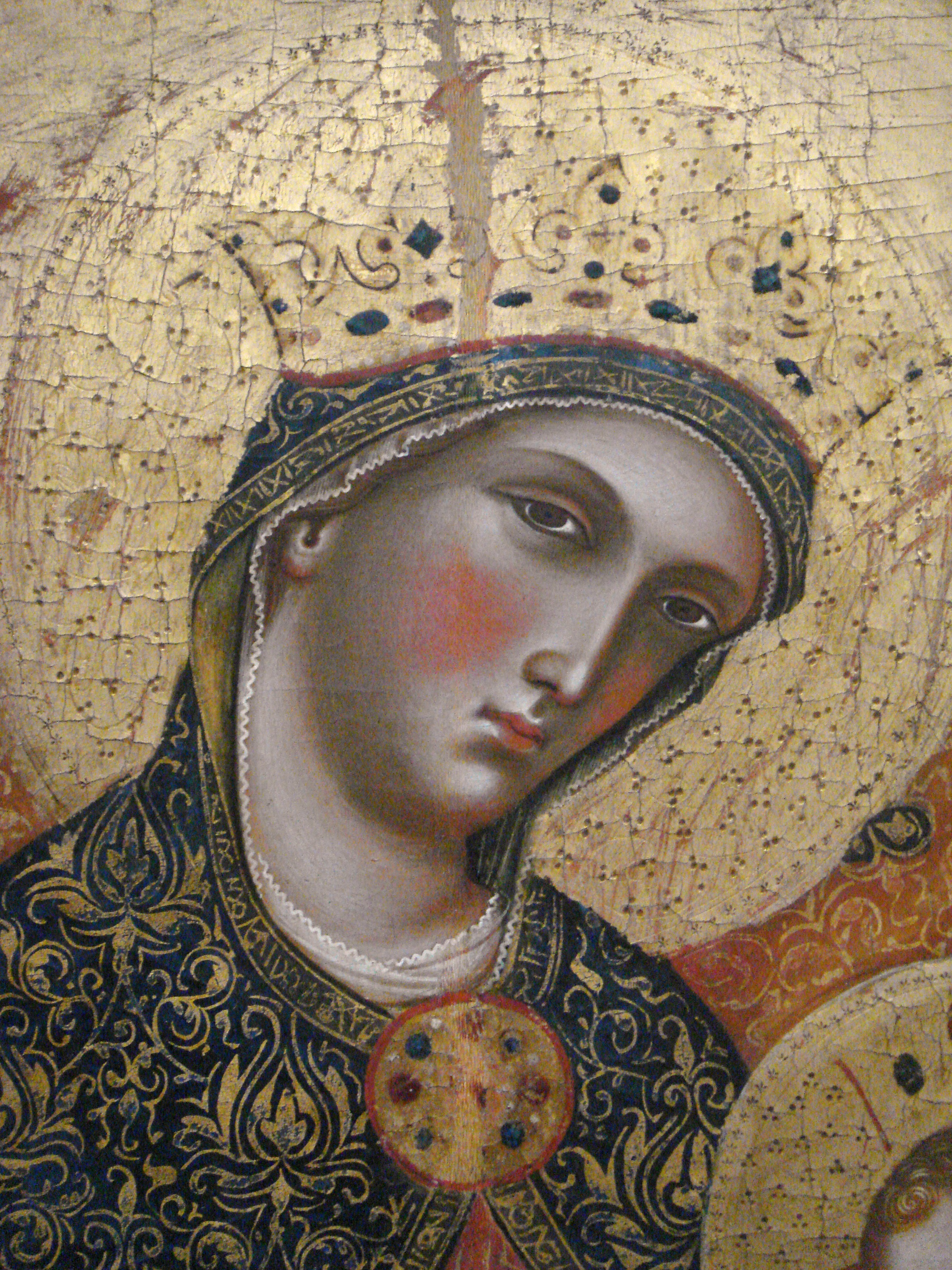
Отворот мантии с псевдокуфическими символами. Дева Мария и младенец. Паоло Венециано, 1358 год. Лувр
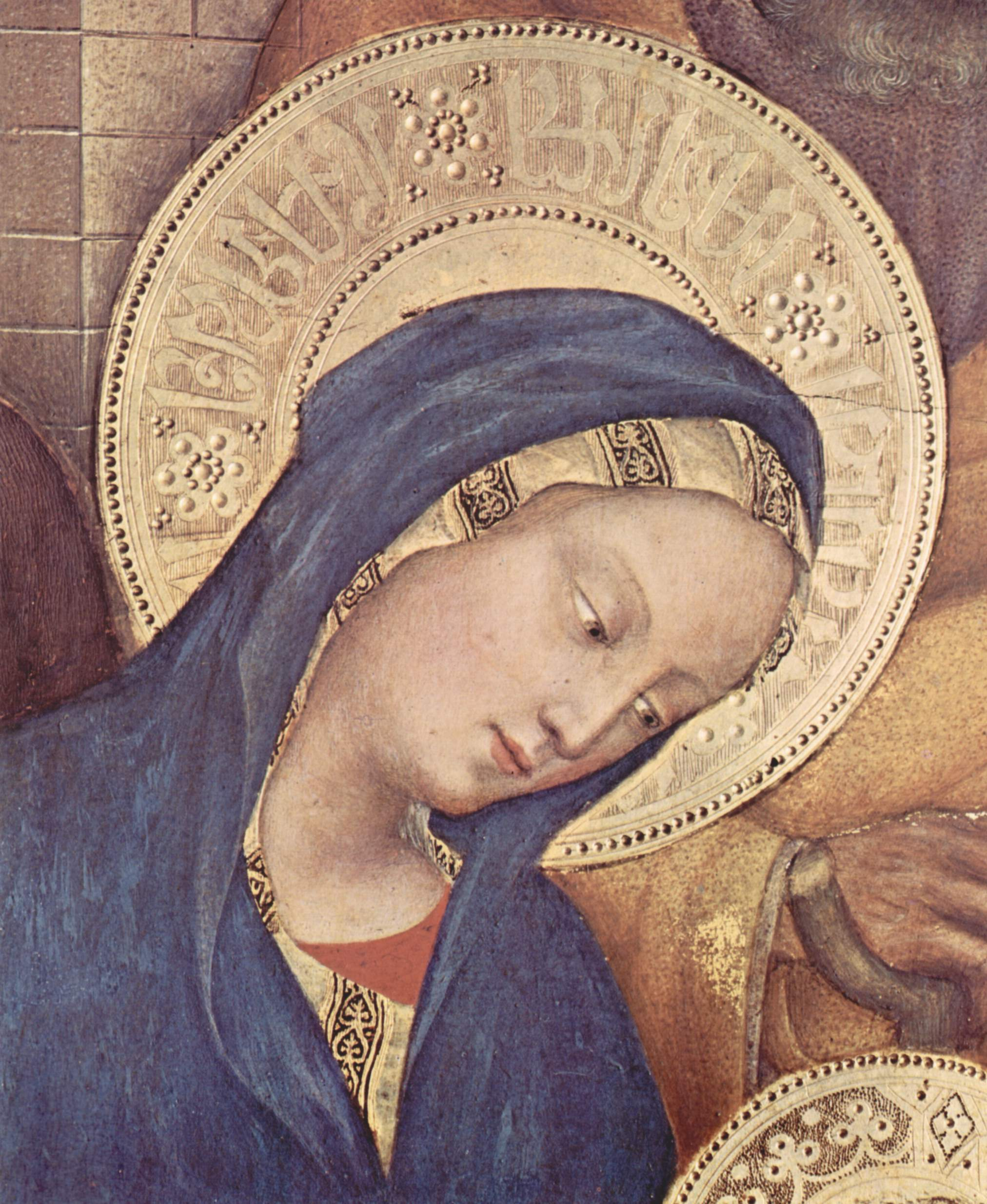
Псевдоарабские символы на нимбе Девы Марии, фрагмент изображения «Поклонение волхвам» (1423). Джентиле да Фабриано. Библейские сцены на данном изображении разделены розетками, как на мамлюкских блюдцах
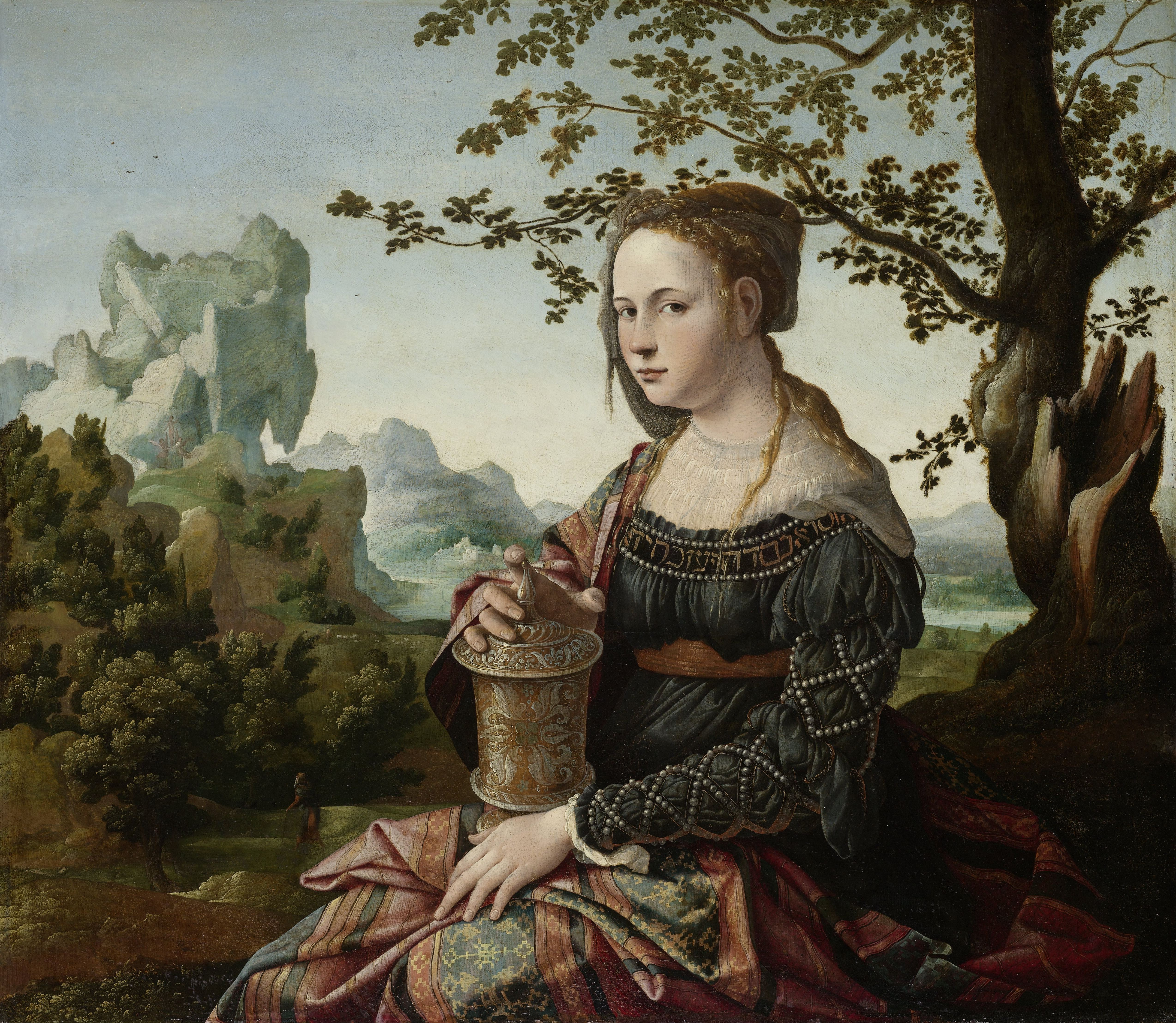
Псевдоивритские письмена на бюстье Марии Магдалены. Ян ван Скорел, 1530